# Volodímir Vinnitxenko
Volodímir Kirílovitx Vinnitxenko (ucraïnès: Володи́мир Кири́лович Винниче́нко) fou un escriptor i polític ucraïnès nascut el 28 de juliol de 1880 a Ielisavetgrad (ara Kropivnitski) a la Gubèrnia de Kherson i mort el 6 de març del 1951 a Mogins, França. Va ser el segon President de la República Popular d'Ucraïna.

## Joventut i activitats polítiques
Vinnitxenko va començar a estudiar Dret a la Universitat de Kíiv el 1901, però a causa de la seva expulsió el 1902 per les seves activitats revolucionàries, no va acabar els estudis. Fou membre del Partit Revolucionari Ucraïnès (RUP) i més tard, del Comitè Executiu del Partit Obrer Socialdemòcrata Ucraïnès (USDRP). Fou també l'editor de la revista anomenada Borot'ba. Per evitar ser arrestat per les seves activitats polítiques, Vinnitxenko fugí a l'estranger diverses vegades entre 1903 i 1917 i va tornar a Ucraïna o Rússia sempre de manera clandestina. Això li va valer un any de presó el 1903. Durant la Primera Guerra Mundial Vinnitxenko va viure il·legalment a Moscou i el 1917 va tornar a Ucraïna per participar en la lluita per la independència de 1917-1920.

## Càrrecs i exilis
Com a líder de l'USDRP, va ser triat com un dels dos vicepresidents de la Rada Central i com el primer president de la Secretaria General de la Rada Central del govern autònom d'Ucraïna. Mentre que l'Hetmanat regia la vida política a Ucraïna després de la intervenció d'Alemanya, va liderar la Unió Nacional d'Ucraïna per eliminar Pavló Skoropadski i restaurar la República Popular d'Ucraïna. Del 19 de desembre del 1918 fins al febrer de 1919, va ser president del Directori d'Ucraïna. En desacord amb la política pro-Entesa del Directori i davant el desordre existent a Ucraïna, Vinnitxenko renuncià i es va traslladar a Viena on va tractar de mobilitzar els socialistes ucraïnesos a l'estranger per negociar amb Lenin un estat socialista independent ucraïnès. Va ser llavors líder del Partit ucraïnès Ukapisty i va sortir de la USDRP. Els seus intents van quedar infructuosos.
L'estiu de 1920, es va estar a Moscou i Khàrkiv. L'Ukapisty encara era tolerat. Va ser nomenat viceprimer ministre de la Ucraïna Soviètica però es va adonar ràpidament que els bolxevics no li donarien poder real. Vinnitxenko deixà Ucraïna i va posar fi a la seva associació amb l'Ukapisty. Agnòstic i lliurepensador, Volodímir Vinnitxenko era tolerant amb la religió i no es va unir a la propaganda antireligiosa del règim soviètic. Es va instal·lar a França. Tot i que va mantenir contactes amb alguns dels líders soviètics d'Ucraïna, tanmateix mai no hi va tornar. Es va dedicar en exclusiva a la seva carrera literària.

## L'escriptor
Vinnitxenko començà a escriure quan era estudiant. Escrivia informes que descrivien la classe treballadora que coneixia prou bé. La seva primera història, I Krasa Syla el 1902 va causar sensació i li va comportar un reconeixement gairebé immediat. Als seus contes evoca amb estil impressionista les qüestions socials amb molt humor. Vinnitxenko utilitza un llenguatge bastant audaç, atès que hi integra el patuès. Els seus contes eren molt populars.
De les vint obres que va escriure, moltes van ser traduïdes i representades en diversos teatres d'Europa. La pretesa igualtat del sexes es desmitifica a Bazar (1910). El concepte d'amor espiritual s'aborda a Dyixarmoniia (1906). L'acceptació de la maternitat s'esmenta a Zakon (1923) i la creença que el noble fi justifica els mitjans a Hrikh (1920). Després d'haver constatat que els codis morals sovint s'estableixen per protegir els interessos d'un grup dominant, Vinnitxenko tractà de trobar una manera que els humans poguessin viure una vida veritablement moral. Això es reflecteix a la seva obra L'honestedat amb un mateix el 1906.

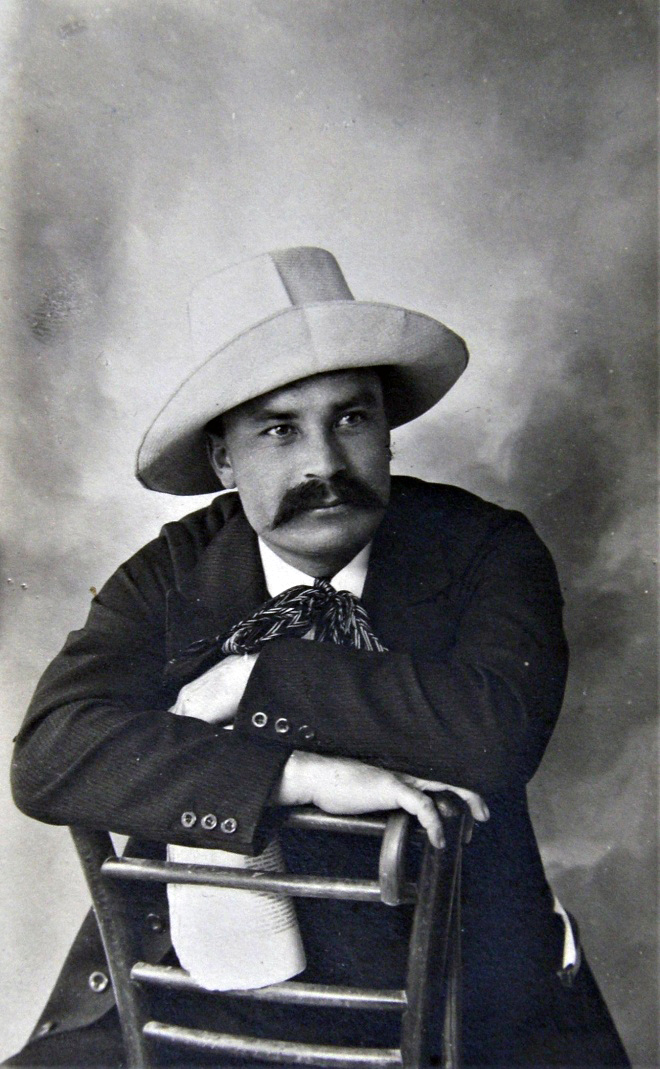
Vinnitxenko a la dècada del 1910

Un total d'onze novel·les van aparèixer durant la vida de Vinnitxenko, incloent-hi Notes de Mefistòfil xato el 1917 i Màquina Solar el 1928. De les tres novel·les que apareixen a títol pòstum, La contrasenya ara, Stalin el 1971, mostra el pensament polític de Vinnitxenko després d'haver desenvolupat el seu propi món moral que ell va anomenar «concordisme». Va propagar aquesta idea en la novel·la El nou manament el 1949.
Al llarg de la seva vida Vinnitxenko escriu un diari detallat, del qual se n'han publicat dos volums. Proporcionen una visió general de la seva vida artística, personal i política. Vinnitxenko és també l'autor de tres memòries d'interès històric que evoquen a lluita per la independència de la nació, entre els quals Renaixement de la Nació el 1920. Fins al 1980, els llibres de Vinnitxenko van estar prohibits a Ucraïna. Fou Hryhory Kostiuk qui, a través dels seus esforços, va aconseguir la publicació del patrimoni de Volodímir Vinnitxenko dins de l'Acadèmia Ucraïnesa de les Arts i les Ciències, als Estats Units. Aquest patrimoni es troba ara guardat a la Universitat de Colúmbia de Nova York.
| Precedit per: Mikhailo Hruixevski | President d'Ucraïna 1918 - 1919 | Succeït per: Símon Petliura |